# Завещание Нобеля
Завещание Альфреда Нобеля — юридический документ, составленный шведским изобретателем, инженером и промышленником Альфредом Нобелем. Завещание было подписано 27 ноября 1895 года в Париже. В нём Нобель определил распределение своего состояния после смерти, в том числе учреждение Нобелевских премий. Завещание оказало значительное влияние на мировую науку, литературу и миротворчество, так как именно благодаря ему ежегодно присуждаются Нобелевские премии в различных областях.
Завещание Альфреда Нобеля является одним из самых известных и влиятельных завещаний в истории. Оно продемонстрировало, как индивидуальное решение может иметь глобальное воздействие, способствуя прогрессу и улучшению жизни людей по всему миру. Наследие Нобеля живёт в его премиях, продолжая вдохновлять поколения учёных, литераторов и миротворцев на новые достижения и открытия.

## Исторический контекст
Альфред Нобель (1833—1896) был изобретателем динамита и владельцем нескольких заводов по производству взрывчатых веществ. За свою жизнь он накопил значительное состояние. Несмотря на успехи в бизнесе, Нобель был озабочен последствиями своих изобретений, особенно их применением в военных действиях. Легенда гласит, что он был вдохновлён на создание Нобелевских премий после того, как ошибочная некрологическая статья назвала его «торговцем смертью». Впервые о своём намерении оставить деньги на премию, которая способствовала бы делу мира, Нобель объявил уже в 1890 году. Известно, что первое завещание было составлено им в 1893 году, но оно не сохранилось. Второе завещание было составлено 27 ноября 1895 года. Душеприказчиками Нобеля были назначены инженер Рудольф Лилльеквист и инженер Рагнар Сульман. В завещании им были назначены денежные премии: Сульману — сто тысяч крон, Лилльеквисту — пятьдесят.

## Содержание завещания
В своём завещании Нобель указал, что большая часть его состояния должна быть использована для учреждения фонда (Начальный капитал Фонда Нобеля составил  31 млн крон.), проценты с которого будут ежегодно присуждаться в виде премий тем, кто принёс наибольшую пользу человечеству в следующих областях:
1. Физика — за выдающиеся достижения в области физики.
2. Химия — за выдающиеся достижения в области химии.
3. Медицина или физиология — за выдающиеся достижения в области медицины или физиологии.
4. Литература — за выдающиеся литературные произведения.
5. Мир — за усилия по укреплению мира.

Нобель также указал, что премии по физике и химии должны присуждаться Шведской королевской академией наук, премия по медицине — Каролинским институтом, премия по литературе — Шведской академией, а премия мира — комитетом из пяти человек, избираемым норвежским парламентом (Стортингом).

## Реализация завещания
После смерти Нобеля в 1896 году его завещание вызвало значительные споры и противодействие со стороны части его родственников и деловых партнёров. Однако, благодаря усилиям его доверенного лица Рагнара Сульмана и других сторонников, в том числе племянника Эмануэля Нобеля, завещание было выполнено. Впоследствии Сульман описал эту историю в изданной в 1950 году книге «Завещание». Самому Э. Нобелю было завещано 300 тысяч шведских крон. В 1900 году был учреждён Нобелевский фонд, и в 1901 году были вручены первые Нобелевские премии. С 2015 года оригинал завещания выставлен в Нобелевском музее в Стокгольме.

## Влияние завещания
Завещание Нобеля оказало глубокое влияние на науку, культуру и международные отношения. Нобелевские премии стали одним из самых престижных международных признаний, стимулируя научные исследования, литературное творчество и миротворческую деятельность. Множество выдающихся учёных, писателей и общественных деятелей были отмечены этой наградой за свои достижения и вклад в развитие человечества.
Исследования
В 2024 году в архиве королевской академии обнаружена неизвестная ранее копия завещания Нобеля. Ведутся исследования.
В исследованиях в качестве приглашенных экспертов принимают участие детский центр «Колокольчик» (Швеция) и образовательный центр Чемодан Сказок (Германия).